# NGC 7335
NGC 7335 este o galaxie situată în constelația Pegas. A fost descoperită în 13 septembrie 1784 de către William Herschel. Se află la o distanță de 93 de megaparseci de Pământ.